# Mauricio Tort
Nombre futbolista (Montevideo, Uruguay, 6 de agosto de 1989) es un futbolista uruguayo. Juega de posición y su último equipo fue el CA Peñarol B. 

## Trayectoria
Su primer club fue el Club Atlético Peñarol de Montevideo, donde realizó las divisionales juveniles y fue ascendido al plantel de primera en el año 2009. Sin poder debutar con el primer equipo se fue cedido al Club Atlético Rentistas que juega en la Segunda División de Uruguay.

## Clubes
| Club               | País    | Año        |
| ------------------ | ------- | ---------- |
| Peñarol            | Uruguay | 2009       |
| Rentistas (Cedido) | Uruguay | 2010- 2011 |
| CA Peñarol B       | Uruguay | 2011-2012  |

## Palmarés

### Campeonatos nacionales
| Título              | Club    | País    | Año     |
| ------------------- | ------- | ------- | ------- |
| Campeonato Uruguayo | Peñarol | Uruguay | 2009-10 |